# Megadrepana leprosata
Megadrepana leprosata är en fjärilsart som beskrevs av W. Warren 1905. Megadrepana leprosata ingår i släktet Megadrepana och familjen mätare. Inga underarter finns listade i Catalogue of Life.